# Hreblea, Pereiaslav-Hmelnițki
Hreblea (în ucraineană Гребля) este un sat în comuna Haișîn din raionul Pereiaslav-Hmelnițki, regiunea Kiev, Ucraina.

## Demografie
Componența lingvistică a localității Hreblea
     Ucraineană (99,41%)
     Alte limbi (0,59%)
Conform recensământului din 2001, majoritatea populației localității Hreblea era vorbitoare de ucraineană (99,41%), existând în minoritate și vorbitori de alte limbi.